# Ванадзор
Ванадзо́р (вірм. Վանաձոր) — третє за розміром місто Вірменії, після Єревана та Гюмрі. Адміністративний центр марзу Лорі.

## Географія
Розташований в міжгірській улоговині, між Базумським та Памбакським хребтами, у місці злиття річок Памбак, Тандзут і Ванадзор. Територія міста становить понад 25 км². Висота центру над рівнем моря 1350 м. Від столиці місто відділяють 145 км по автомагістралі та 224 км по залізниці.
Населення міста — 107 394 чоловік (2008), в основному вірмени. Є також невелике число росіян, греків, українців. Напередодні Спітакського землетрусу 1988 року населення міста становило 172 600 чоловік.

### Клімат
Ванадзор знаходиться у зоні континентального клімату, котра характеризується прохолодним літом. Найтепліший місяць — серпень з середньою температурою 15,4 °C. Найхолодніший місяць — січень, з середньою температурою -8,2 °С.
| Клімат Ванадзора        | Клімат Ванадзора | Клімат Ванадзора | Клімат Ванадзора | Клімат Ванадзора | Клімат Ванадзора | Клімат Ванадзора | Клімат Ванадзора | Клімат Ванадзора | Клімат Ванадзора | Клімат Ванадзора | Клімат Ванадзора | Клімат Ванадзора | Клімат Ванадзора |
| Показник                | Січ.             | Лют.             | Бер.             | Квіт.            | Трав.            | Черв.            | Лип.             | Серп.            | Вер.             | Жовт.            | Лист.            | Груд.            | Рік              |
| Середній максимум, °C   | 1,5              | 2,8              | 7                | 13,5             | 18,4             | 21               | 23,3             | 23,8             | 20,5             | 16,5             | 9,4              | 4,3              | 13,5             |
| Середня температура, °C | −8,2             | −7,1             | −3               | 4,2              | 9,2              | 12,5             | 15,2             | 15,4             | 11,2             | 6,8              | −0,3             | −5,8             | 4,2              |
| Середній мінімум, °C    | −18              | −17              | −13              | −5               | 0                | 4                | 7                | 7                | 2                | −3               | −10              | −16              | −5,2             |
| Норма опадів, мм        | 18               | 25               | 36               | 63               | 96               | 95               | 58               | 43               | 32               | 47               | 33               | 19               | 565              |
| ----------------------- | ---------------- | ---------------- | ---------------- | ---------------- | ---------------- | ---------------- | ---------------- | ---------------- | ---------------- | ---------------- | ---------------- | ---------------- | ---------------- |
| Джерело: Weatherbase    |                  |                  |                  |                  |                  |                  |                  |                  |                  |                  |                  |                  |                  |

## Назва

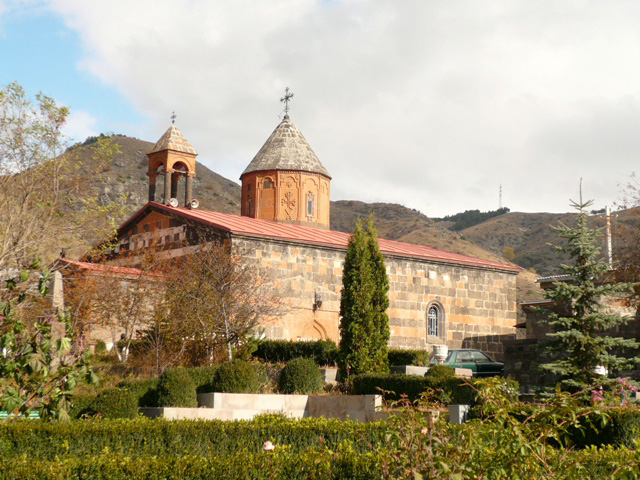
«Чорна церква» (Каракліса).

Давня назва міста — Каракліс або Каракіліса (вірм. Կարաքիլիսա, латиницею Karaqilisa). Назва має тюркське походження (азерб. Qarakilsə, тур. Karakilise) та перекладається як «чорна церква». Така назва пояснюється тим, що в місті до 1828 існувала чорна церква, на місці якої в 1831 році була побудована нова.
Після вторгнення Червоної армії та Національних сил Анкари до Вірменії та встановлення там радянського режиму, назву міста було змінено через його зв'язок з християнською вірою. У 1926 році місто отримало назву Мартунашен (вірм. Մարտունաշեն) на честь радянського революціонера та партійця Фьодора М'яснікана, також відомого на прізвисько Мартуні, який загинув в авіатрощі за рік до того. Через 9 років, 3 січня 1935 року, після смерті секретаря ЦК ВКП(б) Сергія Кірова, місто було перейменовано на Кіровакан (вірм. Կիրովական).
Свою теперішню назву Ванадзор (вірм. Վանաձոր) місто дістало 25 червня 1992 року, на честь однойменної річки. Вона  складається з двох слів: ванк (вірм. վանք — монастир) та дзор (вірм. ձոր — долина). Таким чином назва означає монастирська долина.

## Історія
Відомостей про середньовічне поселення Каракіліс майже не збереглося. Вважається, що разом із Гугарком, поселення що знаходилося на місці Ванадзору, в II столітті до. н. е. входило до складу Великого Айка, а в X столітті н. е. — Кюрікійського царства. Передбачається, що назва Каракілісе була отримана на початку XIII століття. Іноземні завойовники — перси та турки неодноразово захоплювали, грабували і руйнували місто. В 1801 Лорі разом з Грузією приєдналися до Росії, а Каракілісе став прикордонним гарнізонним містом. З 1849 року Каракілісе входив до Єреванської губернії. Великий просвітитель вірменського народу Хачатур Абовян свідчить, що до 1820 року було всього 500–600 жителів, які переїхали з Єревана. Надалі, в 1830 році, після приєднання Східної Вірменії до Росії, у місті поселилося кілька сотень вірменських родин, які мігрували з міст Західної Вірменії — Карса, Ардагана, Баязета та Ерзруму.
7 грудня 1988 року стався катастрофічний землетрус, який призвів до значних руйнувань і жертв.

## Економіка

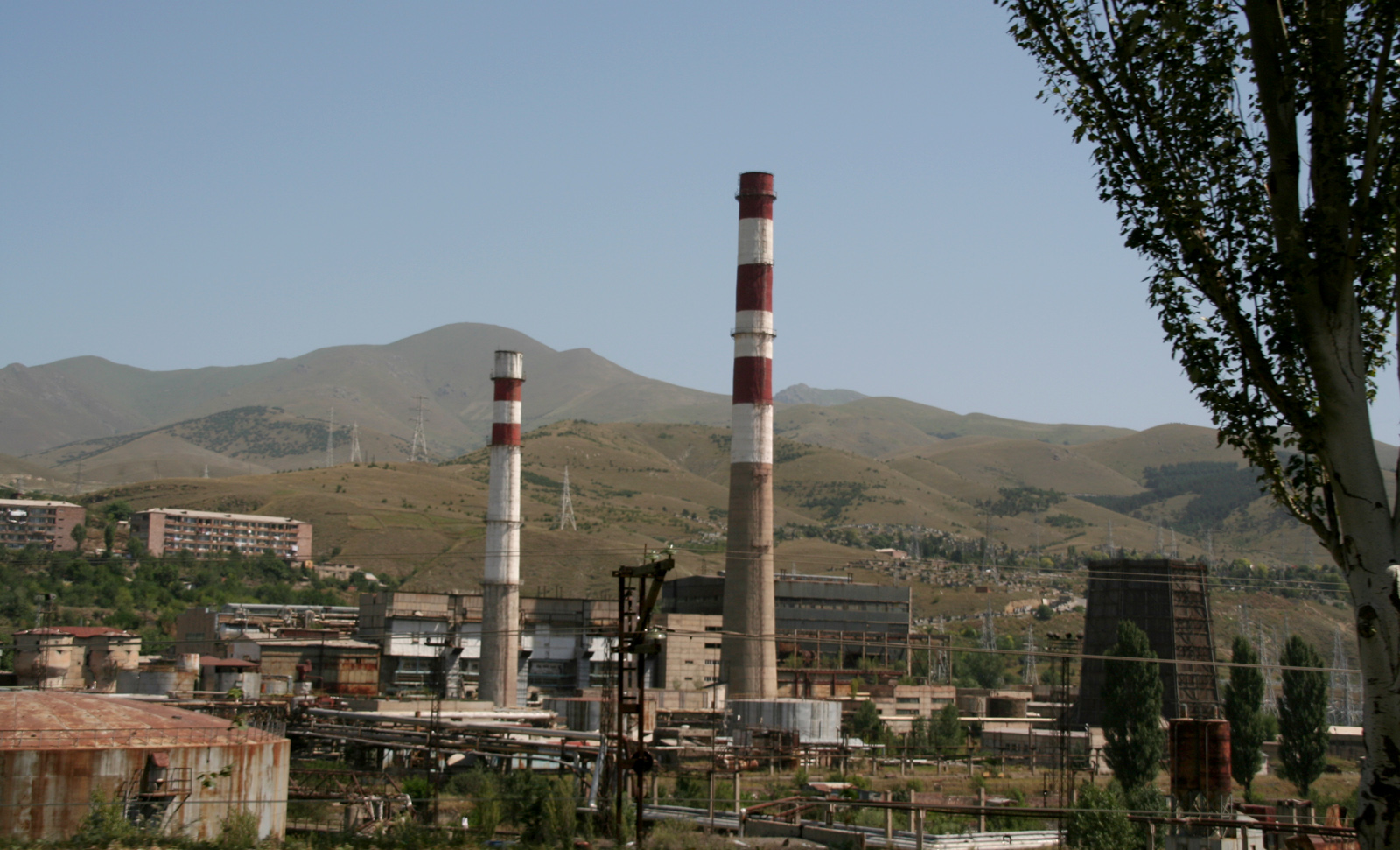
Хімічний завод.

Розвинена хімічна (хімічний завод, заводи хімічного волокна, полімерних клеїв), машинобудівна («Автогенмаш»), легка («Базум», «Дав-Гар»), харчова промисловість, є ТЕЦ.

## Культура і освіта
У Ванадзорі знаходяться Державний педагогічний інститут ім. Ованеса Туманяна (1969), філії Єреванського державного архітектурного університету (1959), державної сільськогосподарської академії тощо.
Композитор Едвард Кзартмян створив у місті першу музичну школу. Нині таких шкіл 5. Музичне училище Ванадзору готує кадри для всієї північної Вірменії. Є медичне училище. Близько 30 загальноосвітніх шкіл.
У Ванадзорі функціонує школа живопису, твори її найбільш обдарованих вихованців з успіхом демонструються на республіканських та міжнародних виставках. У пропаганді живопису велику роль відіграє місцева картинна галерея. Одним із центрів культурного життя міста є державний драматичний театр ім. Ованеса Абеляна. Є ляльковий театр.

## Транспорт

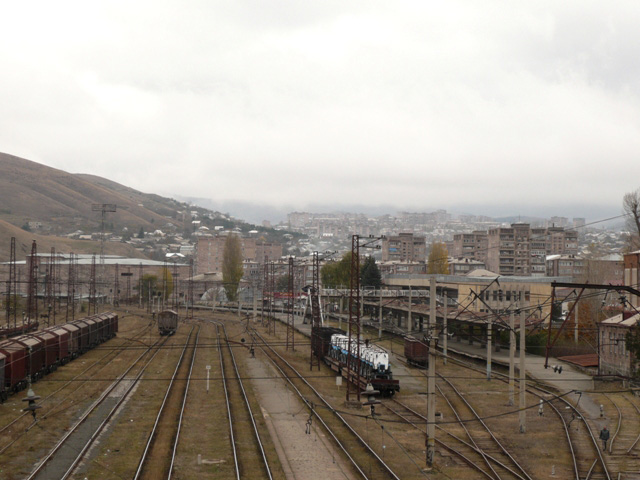
Залізничний вокзал.

Місто розташоване на залізничній лінії Тбілісі—Гюмрі. Відстань по автомагістралі до Єревану — 145 кілометрів, до Тбілісі — 146 кілометрів. Центр шосейних доріг на Єреван (Діліжан — Севан), Гюмрі, Тбілісі (Алаверді), Ташир.
Розвинена внутрішньоміська мережа маршрутних таксі (20 маршрутів).

## Спорт
Спортивне життя міста, а також області в цілому віддзеркалює футбольний клуб «Лорі». Але через фінансову кризу, клуб було розформовано в 2006 році.

## Відомі особистості
- Сурен Агабабян — радянський літературний критик
- Сергій Аліфіренко — радянський и російський стрілець
- Альберт Азарян — прославлений радянськийгімнаст
- Степан Зорян — радянський письменник
- Вік Дарчінян — вірменський боксер-професіонал
- Шаварш Карапетян — видатний радянський плавець
- Гор Мхітарян — вірменський рок-музикант
- Степан Саркісян — прославлений радянський спортсмен з вільної боротьби
- Тигран Саркисян — 11-й Прем'єр-міністр Вірменії

## Міста-побратими
- Батумі (груз. ბათუმი), Грузія
- Подольськ (рос. Подольск), Росія
- Пасадена (англ. Pasadena), США
- Баньо (фр. Baneux), Франція